# Renault Master
Renault Master er en mellemstor varebil fra Renault. Som følge af joint venture'et Renault-Nissan blev anden generation af Master også solgt som Nissan Interstar og den aktuelle, tredje generation som Nissan NV400.
Derudover er Master siden anden generation blevet udviklet og produceret i samarbejde med General Motors Europa, hvilket har resulteret i Vauxhall/Opel Movano. Master II vandt i 1998 titlen Van of the Year.

## Master I (1980−1997)
Som efterfølger for Renault Estafette kom Renault Master på markedet i september 1980 sammen med den mindre Renault Trafic. Master dækker den større vægtklasse fra 2,8 til 3,5 tons.
Master blev bygget på den i 1980 åbnede SoVAB (Société des Véhicules Automobiles de Batilly)-fabrik i Meurthe-et-Moselle, hvor visse varianter af Trafic senere også blev bygget. Den første serie er præget af en skrå motorhjelm, som uden knæk munder ud i forruden samt de cirkelformede dørhåndtag. Usædvanligt i dette segment på dette tidspunkt var forhjulstrækket med langsliggende motor, som giver førerkabinen en høj position.
Modellen findes i tre forskellige akselafstande (2,87, 3,23 og 3,70 m) og som minibus, kassevogn, ladvogn og chassis til opbygning og i to forskellige taghøjder. Kassevognen findes med to forskellige taghøjder og kan have en lastkapacitet fra 9 til 12,7 m³. Den tilladte totalvægt kan være 2,8, 3,0, 3,1 eller 3,5 tons.
Modellen findes med en 2,0-liters benzinmotor med 59 kW (80 hk) fra Renault 20 eller en 2,55-liters dieselmotor med 52 kW (71 hk). Denne motor kommer fra Sofim og benyttes også i de tidssvarende Iveco Daily og Fiat Ducato. 
Master findes også med bag- eller firehjulstræk. Disse versioner med lidt højere nyttelast blev solgt under navnet Renault Messenger og afløste Renault Super Goélette SG2.
Fra 1984 kunne modellen ligeledes leveres med en 2,1-liters dieselmotor med 44 kW (60 hk) og en 2,2-liters benzinmotor med 66 kW (90 hk).
I 1989 blev den modificerede dieselmotor fra Sofim med 55 kW (75 hk) eller med turbolader 65 kW (88 hk, fra 1990 69 kW (94 hk)) introduceret.
Master fik et let facelift i midten af 1994, og turbodieselmotoren kom nu også med katalysator og en effekt på 66 kW (90 hk), og samtidig fik 2,2-liters benzinmotoren øget sin effekt til 75 kW (102 hk).
I september 1997 blev produktionen af første generation af Master, som specielt i 1980'erne, også i eksport, på grund af de mange variationsmuligheder i forhold til opbygning, vægt og drivlinjer havde været meget succesfuld, indstillet.
- Renault Master I (1994–1997)

## Master II (1997−2010)
Udviklingen af den nye Renault Master begyndte allerede i 1987, men blev på grund af høje omkostninger stoppet igen.
I 1989 lavede Renault en aftale om udvikling af en varebil sammen med Leyland DAF som efterfølger for DAF 400 og udviklingen blev genoptaget. Efter Leyland DAF's konkurs i 1993 overtog Renault igen hele udviklingsprojektet selv.
I 1995 indgik Renault en aftale med Iveco om udvikling af et førerhus til bilmodellerne Master II, Messenger II og Iveco Daily III. På grund af de stigende omkostninger besluttede Renault at finde en ekstra partner, som i 1996 blev fundet i form af General Motors Europa. Dermed blev Renaults varebilsmodeller også solgt i omdøbte versioner af GM-mærkerne Opel og Vauxhall. Det første resultat af dette joint venture var Vauxhall/Opel Arena.
Det samlede udviklingsprojekt mellem de tre bilfabrikanter blev afsluttet i oktober 1997 med introduktionen af Master II, i midten af 1998 med introduktionen af Opel Movano A og i 1999 med introduktionen af Iveco Daily III og Renault Mascott (efterfølger for Messenger).
I 1998 sikrede Renault Master sig titlen Van of the Year (årets varebil). Ud over de allerede fra forgængeren kendte versioner findes Master II fra fabrikken også som minibus med 16 siddepladser. Lastrummet i kassevognen kan rumme 8 til 13,9 m³. Master II findes udelukkende med forhjulstræk, mens de baghjulstrukne versioner er forbeholdt Renault Mascott. Modellen findes kun med dieselmotorer fra Sofim, i starten en 2,5 D med 59 kW (80 hk) og 2,8 dTi med 84 kW (114 hk). Senere kom der en af Renault selv udviklet 1,9 dTi med 59 kW/80 hk. Allerede i udviklingsfasen blev der tænkt på miljøet med næsten 90 % genbrugelige materialer. For at holde omkostningerne for forbrugeren nede er de nederste karrosseribjælker, som tit er offer for kørselsskader, presset specielt og kan let skrues af og på.
Ved årsskiftet 2000/01 fik modellen de af Renault nyudviklede dCi-motorer med commonrail-indsprøjtning. 1,9 dTi blev afløst af 1,9 dCi med 60 kW (82 hk), 2,5 D af 2,2 dCi med 66 kW (90 hk) og 2,8 dTi af 2,5 dCi med ligeledes 84 kW (114 hk). Alliancen Renault-Nissan startede i 1999, hvilket førte til at diverse Renault-varebiler fra starten af 2002 også sælges under varemærket Nissan. Master II fik dermed med Nissan Interstar en yderligere søstermodel.
Master II blev valgt til Årets Varebil i Danmark 2001.
Renault Master og dens søstermodeller fik i efteråret 2003 et omfattende facelift. Designmæssigt blev fronten og kabinen modificeret og undervognen forbedret. Derudover blev 1,9 dCi-motoren optimeret. Ny var en 3,0 dCi med 100 kW (136 hk) fra Nissan, som også benyttede den i Nissan Patrol. Den faceliftede Master II kan som ekstraudstyr fås med elektronisk stabilitetsprogram (ESP). Ligeledes hører bremseassistent til standardudstyret ligesom de hidtil monterede ABS-bremser. Udover den manuelle femtrinsgearkasse findes modellen også med en automatiseret manuel gearkasse kaldet Tec-Shift.
I de følgende år ændrede motorprogrammet sig gennem videreudvikling af 2,5 dCi. En 74 kW (100 hk)-version afløste 2,2 dCi, 84 kW (114 hk)-udgaven fik sin effekt øget til 88 kW (120 hk), og 3,0 dCi blev afløst af en version af 2,5 dCi med 107 kW (145 hk).
- Renault Master II (2003–2010)
- Ladvogn med dobbeltkabine
- Master II som autocamper

### Sikkerhed
Det svenske forsikringsselskab Folksam vurderer flere forskellige bilmodeller ud fra oplysninger fra virkelige ulykker, hvorved risikoen for død eller invaliditet i tilfælde af en ulykke måles. I rapporterne Hur säker är bilen? er/var Master i årgangene 1997 til 2010 klassificeret som følger:
- 2013: Mindst 40 % bedre end middelbilen[5]
- 2015: Mindst 40 % bedre end middelbilen[6]
- 2017: Mindst 40 % bedre end middelbilen[7]
- 2019: Mindst 20 % bedre end middelbilen[8]

## Master III (2010−)
Tredje generation af Renault Master kom på markedet i foråret 2010 og afløste såvel anden generation af Master som Renault Mascott. Dermed findes Master ligesom i første generation igen både med for- og baghjulstræk. Den forhjulstrukne version findes i vægtklasserne 2,8, 3,3 og 3,5 tons, med baghjulstræk 3,5 og 4,5 tons tilladt totalvægt. Versionen med 3,5 tons tilladt totalvægt kan som ekstraudstyr leveres med tvillingebaghjul, som er standardudstyr på 4,5 t-modellen som også har en tilladt anhængerlast på 3 tons.
Master III og søstermodellen Opel Movano blev valgt til Årets Varebil i Danmark 2011.
Motoren er en 2,3-liters dCi-motor i tre effekttrin, 74 kW (100 hk), 92 kW (125 hk) og 110 kW (150 hk). Gearkassen kan enten være sekstrins manuel eller automatiseret manuel. Også denne generation af Master er udviklet i joint venture med Opel og Nissan, hvilket har resulteret i modellerne Opel Movano B og Nissan NV400.
Modellen med baghjulstræk kan siden september 2013 igen bestilles med tilkobleligt firehjulstræk, som med en udveksling på 1:1,42 muliggør langsom kørsel under svære terrænbetingelser eller med omfangsrig last.
- Bagfra
- Master III Combi
- Bagfra
- Master III som minibus/bybus

### Master Z.E.
I foråret 2017 blev en rent eldrevet version præsenteret. Elmotoren yder 57 kW (77 hk). Modellen kom på markedet i sommeren 2018.
- Master Z.E. Chassis

### Første facelift
I september 2014 fik Master III et mindre facelift med et modificeret infotainmentsystem og en ny kølergrill i stil med Renaults i 2012 indførte designsprog. Et bakkamera blev føjet til listen over ekstraudstyr, og motorerne blev optimeret til 81 kW (110 hk), 92 kW (125 hk), 99 kW (135 hk) og 121 kW (165 hk).
- Master III Phase II (2014−2019)

### Andet facelift
Den 23. april 2019 blev der præsenteret et omfangsrigt facelift af Master III, som kom på markedet i fjerde kvartal 2019. Følgende komponenter blev modificeret:
- Frontdesign
- Ny kabine (instrumentbræt og rat)
- Nyt infotainmentsystem
- Ny stærkere dieselmotor 2,3 dCi med 132 kW (180 hk) og 400 Nm[14]
- Alle motorer opfylder nu Euro 6d-TEMP normen hhv. Euro 6[14]
- Nye hjælpesystemer såsom sidevinkelassistent og dødvinkelassistent

Også søstermodellen Opel Movano fik de samme ændringer, selv om Opel i 2017 blev opkøbt af konkurrenten PSA og den mindre Vivaro har fået en PSA-baseret afløser.
- Master III Phase III (2019−)

### Tekniske data
| Model   | Cylindre | Slagvolume cm³ | Maks. effekt kW (hk) / omdr. | Maks. drejningsmoment Nm / omdr. |
| ------- | -------- | -------------- | ---------------------------- | -------------------------------- |
| dCi 100 | 4        | 2298           | 74 (100) / 3500              | 285 / 1250 − 2000                |
| dCi 125 | 4        | 2298           | 92 (125) / 3500              | 310 / 1250/1500 − 2500           |
| dCi 150 | 4        | 2298           | 110 (150) / 3500             | 350 / 1500 − 2750                |
| dCi 170 | 4        | 2298           | 125 (170) / 3500             | 380 / 1500 − 2750                |
| dCi 180 | 4        | 2298           | 132 (180) / 3500             | 400 / 1500 − 2750                |
| Z.E.    |          |                | 57 (77) / 3500               |                                  |

### Tilbagekaldelse
I december 2010 blev modellen som følge af problemer med bagakslen og utilstrækkelig styrke af sikkerhedsselerne tilbagekaldt.